# Konstantinos Loumpoutis
Konstantinos Loumpoutis (Grieks: Κωνσταντίνος Λουμπούτης) (Thessaloniki, 10 juni 1979) is een Grieks voormalig voetballer die als verdediger speelde.

## Carrière
Loumpoutis speelde vanaf het seizoen 1995/1996 bij Aris Saloniki uit zijn geboorteplaats Thessaloniki. In 2002 vertrok hij met ruim honderd wedstrijden achter zijn naam naar het Italiaanse AC Perugia. Hij bleef 3 jaar in Italië voetballen, waarvan een half seizoen voor Siena. In 2005 trok FC Twente hem aan, maar daar brak hij ook niet door. Het seizoen 2006/07 speelde hij voor ADO Den Haag, dat hem had gehuurd van de Tukkers. In de zomer van 2007 vertrok hij naar Anorthosis Famagusta, dat uitkomt in de hoogste klasse van Cyprus. Een half jaar later keerde hij terug naar Griekenland en tekende hij een contract bij Levadiakos. Hij beëindigde in 2010 zijn carrière bij PAS Giannina.
| Seizoen | Club                 | Land        | Wedstrijden | Doelpunten | Competitie    |   |
| ------- | -------------------- | ----------- | ----------- | ---------- | ------------- | - |
| 1995/96 | Aris Saloniki        | Griekenland | 13          | 0          | Alpha Ethniki |   |
| 1996/97 | Aris Saloniki        | Griekenland | 8           | 0          | Alpha Ethniki |   |
| 1997/98 | Aris Saloniki        | Griekenland | 13          | 2          | Beta Ethniki  |   |
| 1998/99 | Aris Saloniki        | Griekenland | 23          | 2          | Alpha Ethniki |   |
| 1999/00 | Aris Saloniki        | Griekenland | 32          | 1          | Alpha Ethniki |   |
| 2000/01 | Aris Saloniki        | Griekenland | 11          | 0          | Alpha Ethniki |   |
| 2001/02 | Aris Saloniki        | Griekenland | 18          | 0          | Alpha Ethniki |   |
| 2002/03 | Perugia              | Italië      | 7           | 0          | Serie A       |   |
| 2003/04 | Perugia              | Italië      | 8           | 0          | Serie A       |   |
| 2003/04 | Siena                | Italië      | 2           | 0          | Serie A       |   |
| 2004/05 | Perugia              | Italië      | 8           | 0          | Serie B       |   |
| 2005/06 | FC Twente            | Nederland   | 10          | 0          | Eredivisie    |   |
| 2006/07 | ADO Den Haag         | Nederland   | 6           | 0          | Eredivisie    |   |
| 2007/08 | Anorthosis Famagusta | Cyprus      | 3           | 0          | A Divizion    |   |
| 2007/08 | Levadiakos           | Griekenland | 9           | 0          | Beta Ethniki  |   |
| 2008/09 | PAS Giannina         | Griekenland | 17          | 0          | Beta Ethniki  |   |
| 2009/10 | PAS Giannina         | Griekenland | 0           | 0          | Beta Ethniki  |   |
| Totaal  | Totaal               | Totaal      | 159         | 5          | 5             | 5 |

(Bijgewerkt: 24 november 2014)